# Castillo de Villalonso

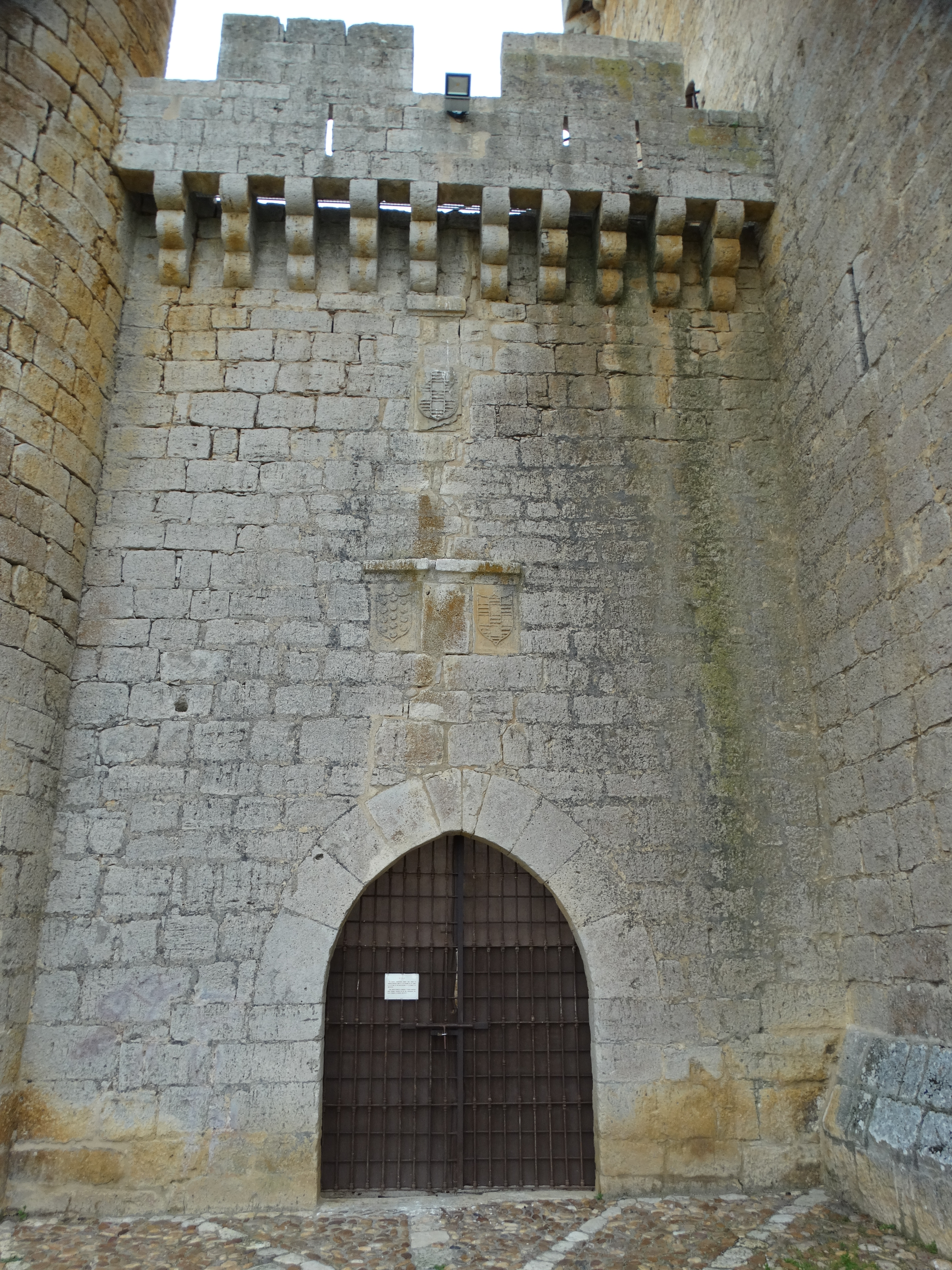
Puerta de acceso a la liza con los tres escudos grabados en la piedra

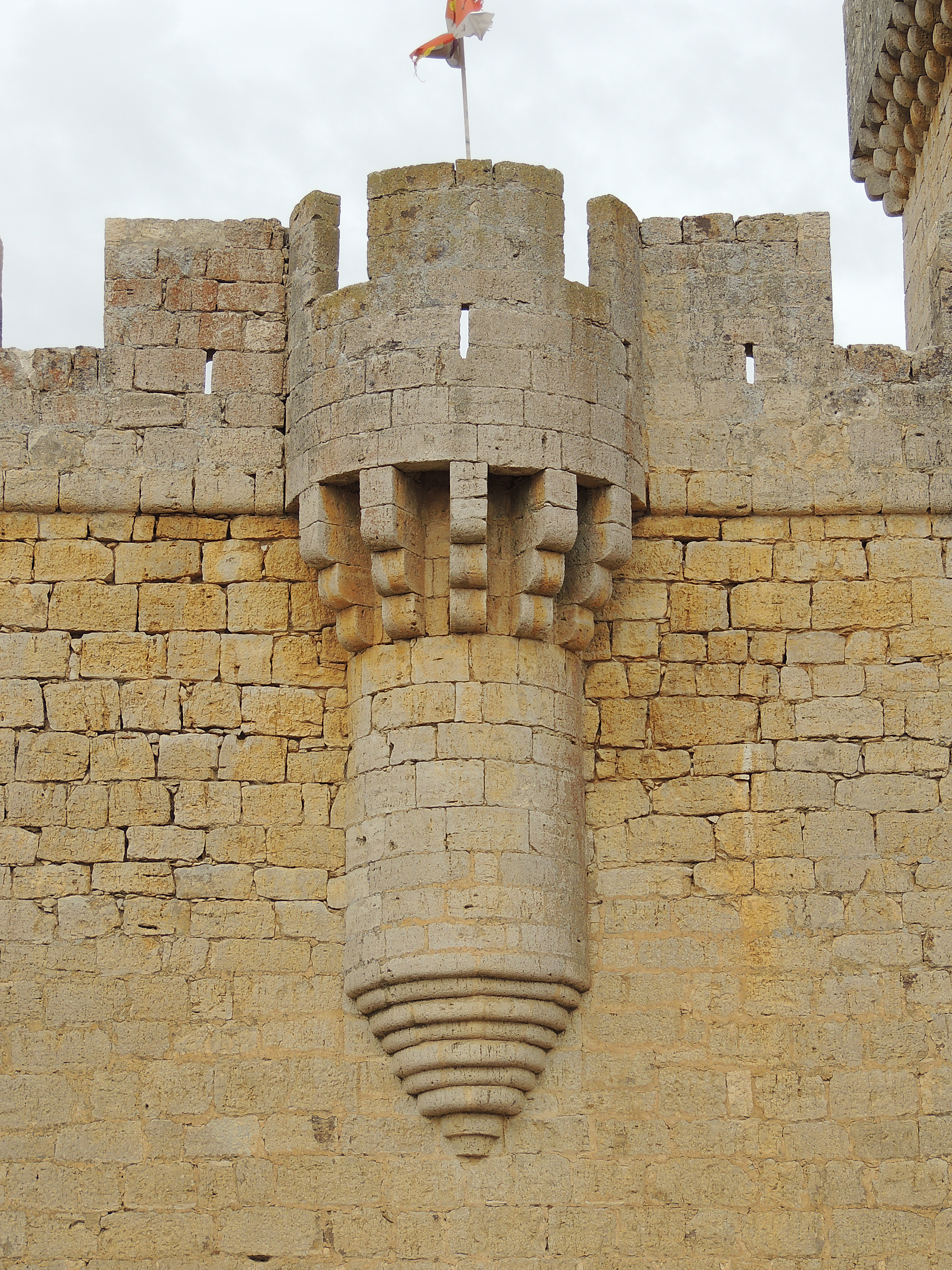
Escaraguaita

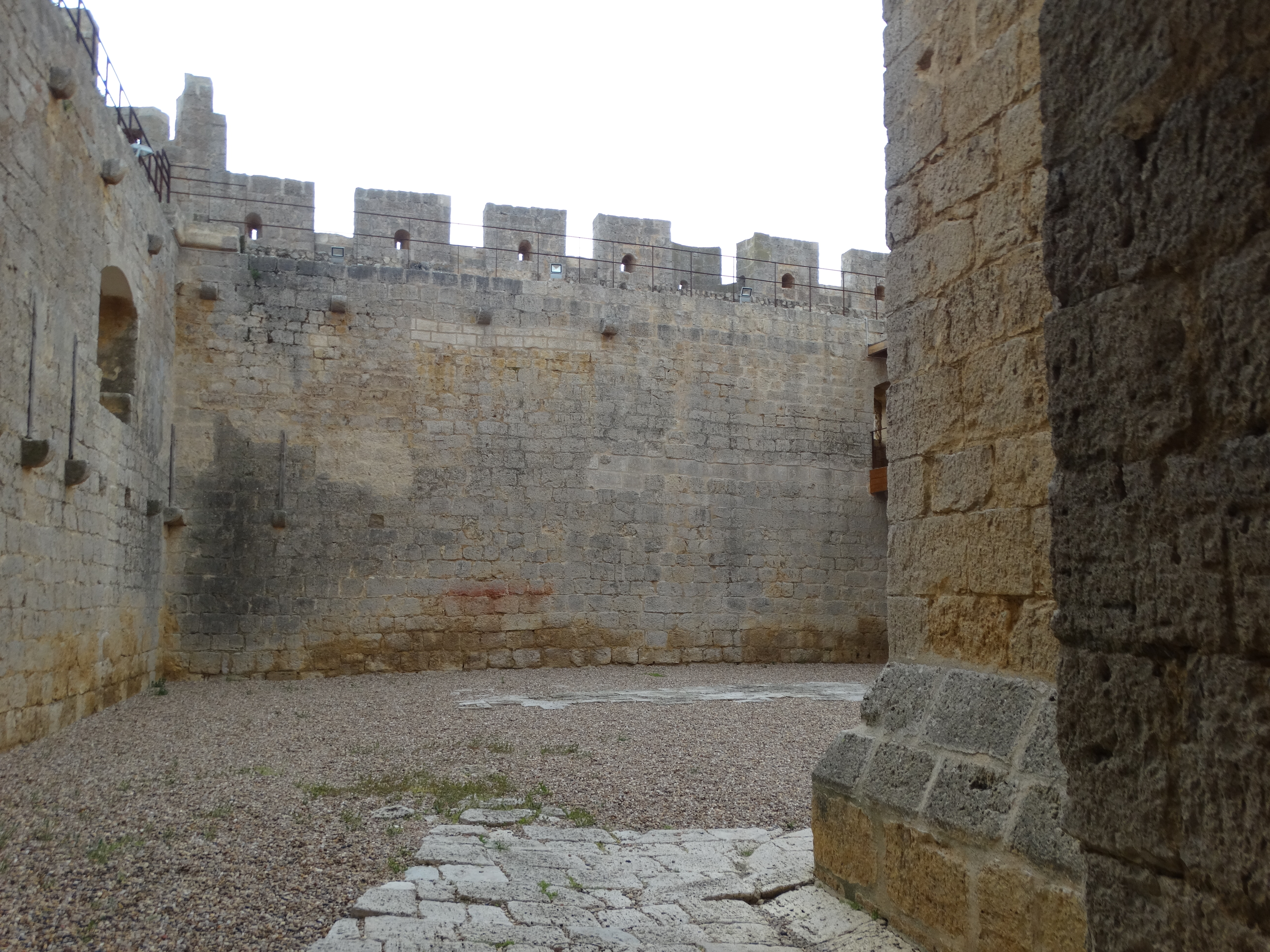
Interior del castillo

El castillo de Villalonso es un castillo medieval de España erigido en una llanura de la provincia de Zamora, a corta distancia de la pequeña localidad de Villalonso, a cuyo municipio pertenece. Es del tipo de castillo-palacio reedificado en el siglo XV siguiendo las características de la escuela de Valladolid. Formaba parte de la línea defensiva que comprendía también los castillos de Mota del Marqués, Torrelobatón y Castillo de Tiedra. Anteriormente, en el siglo XIII, hubo otra fortificación que perteneció a la orden de Alcántara.

## Historia
El castillo tuvo varios señores a lo largo del tiempo; uno de los principales fue la orden de Alcántara a quien Alonso Pérez de Vivero compró la propiedad. Este caballero hizo en 1449 una permuta de bienes con Juan de Ulloa que, en 1470, obtuvo el título de señor de la villa de Villalonso. Fundó mayorazgo y construyó el castillo que aun existe. Colocó sobre la puerta de ingreso el escudo de su esposa María Sarmiento, y el de su propio linaje, Ulloa.
Juan de Ulloa era regidor y alcaide de la ciudad de Toro cuando se desencadenó el conflicto de la Guerra de Sucesión Castellana en el que se declaró partidario de la causa portuguesa y por cuyo respaldo murió defendiendo el castillo  en 1476. Su viuda continuó en la lucha pero fue derrotada tras lo cual tuvo que entregar no solo Toro sino también Mota del Marqués y Villalonso.
Tras estos acontecimientos, María Sarmiento hizo un pacto de rendición por el que se establecía que recibiría el perdón real de los Reyes Católicos y el derecho a conservar la fortaleza de Villalonso.. Años más tarde su hijo Diego —segundo señor de Villalonso— vivió una situación muy parecida al alinearse en el bando de los comuneros, que fue el bando perdedor. Condenado a muerte en 1524, pudo conmutar la pena por el pago de 10 000 ducados; además le fue posible conseguir la restitución de sus bienes incluido este castillo y así pudo añadirlo al mayorazgo de Ulloa en 1529. Fue entonces cuando mandó labrar el escudo de sus armas encima de los escudos de sus padres, sobre la puerta de entrada.
En el siglo XX  la fortaleza era propiedad de Ángela María Téllez-Girón —duquesa de Osuna— y durante los años setenta sirvió de escenario a más de una película de ambiente medieval, como fue la titulada Robin y Marian protagonizada por Sean Connery y Audrey Hepburn. El 27 de febrero de 1984 la duquesa vendió el castillo a los hermanos Jesús y Elizabeth Cueto Vallejo. Durante varios años el recinto estuvo cerrado hasta que en 2006 comenzaron las obras de remodelación y arqueología con la intervención de la Fundación de Patrimonio Histórico de Castilla y León, obras que finalizaron en 2011. Es visitable, ajustándose al horario previsto.

## Arquitectura
El castillo está construido sobre una obra anterior que perteneció a los caballeros de la orden de Alcántara en 1235. Su estructura corresponde al tipo de castillo-palacio de la escuela de Valladolid construidos en el siglo XV. Sus paredes se levantan en piedra de sillería  y las esquinas se rematan con cubos. Los matacanes se apoyan sobre base cilíndrica y sobre ellos se elevan los garitones. En el lienzo norte se eleva la torre del homenaje con sus almenas y matacanes. La puerta de acceso a la liza está flanqueada por esta torre y por un cubo.

## Arqueología y restauración
Después de que en 1986 los hermanos Jesús y Elizabeth Cueto Vallejo adquiriesen el inmueble, el castillo estuvo cerrado unos años a la espera de una restauración y puesta a punto que llegó en 2006, cuando comenzaron las obras de remodelación y arqueología, con la intervención de la Fundación de Patrimonio Histórico de Castilla y León, obras que finalizaron en 2011. 
Las obras de excavación sacaron a la luz vestigios que informaban sobre las modificaciones llevadas a cabo a principios del siglo XVI. Tal ocurrió en la zona este con el foso que habían alterado haciéndolo más profundo de hasta cuatro metros y lo ensancharon recubriéndolo con sillares que se han podido recuperar. Estos cambios los hicieron sobre un foso todavía más antiguo, pequeño y estrecho.
En el lado sur, al desmantelar un frontón moderno apareció una puerta de entrada a la liza. En el interior del patio se descubrió un hoyo que había servido de basurero y que contenía residuos de vajillas, tanto de cocina como de mesa, que se pudieron datar del siglo XV y principios del siglo XVI. En ese mismo basurero se hallaron huesos de animales mezclados con pulseras de vidrio.
Los arqueólogos encontraron también unas estructuras domésticas extrañas al castillo, una ocupación que pudo tener lugar entre los siglos XI y XV y que catalogaron como casas propiedad de la orden de Alcántara. Entre esas estructuras había silos subterráneos. En esos trabajos de excavación y restauración no se hizo nada en la barrera o muralla exterior que serviría como una segunda defensa dejando las posibles obras para el futuro.